# En himla många program (TV-serie)
En himla många program är en svensk TV-serie i nio delar av och med Galenskaparna och After Shave. De första åtta avsnitten sändes i SVT under perioden 7 december 1989–27 januari 1990, och den 31 december 1996 sändes del 9 – En himla många program som ingen trodde fanns. Detta avsnitt ingick inte i den ursprungliga serien, utan klipptes ihop av överblivet material, som inte kom med i den. Till detta gjorde man emellertid nya inspelningar med programledaren.
Programmet baserades på en radioserie med samma namn som sändes i Göteborgs lokalradio 1984, också med Galenskaparna och After Shave.

## Innehåll
Den gemytlige Allan Preussen (Claes Eriksson) sitter i sin favoritfåtölj och presenterar olika TV-program. Programmen är parodier på nyhetsprogram, underhållning, långfilm, idrott, caféprogram, frågesport, reklaminslag och naturprogram med mera. Han har dessutom alltid en skål bredvid sig, vilket han fyller med olika saker i olika avsnitt, alltifrån wienerkorvar och gurkor till popcorn och champagne, som han äter på medan han presenterar programmen. 
En återkommande figur är farbror Frej, som spelas av Anders Eriksson. Denna figur är programledare för ett barnprogram och gör ett slags parodi på Hajk. Parodin bestod ofta i att ge mer eller mindre skrattretande förslag på hur barn med enkla medel och genom att använda föremål i sin vardagliga omgivning kunde tillverka leksaker. Leksakerna som farbror Frej tillverkade var dock i regel oanvändbara.
En annan återkommande karaktär är Goja, som spelas av Jan Rippe. Goja är en glad man som pratar grov västgötska och som alltid dyker upp i fel sammanhang, där han berättar roliga historier utan någon poäng. Dessa är egentligen inte alls roliga, men Goja skrattar sig ändå igenom hela historien. Han börjar alla sina historier med orden "Hemma på gårn...".
Enligt Jan Rippe finns det en verklig förebild till Goja, en gammal skolkamrat till honom som pratar västgötska och som alltid berättar dåliga historier.
I programmen förekom också en del reklamfilmer för påhittade produkter, bland annat Nisses tuggummi. Reklamfilmen för Nisses tuggummi återkommer i flera avsnitt. I den spelar After Shave och Anders Eriksson de skönsjungande tuggummituggande badpojkarna på stranden. Claes Eriksson gör berättarrösten, som påminner om en gäll journalfilmsröst.

## Mottagande
Serien hade i genomsnitt 2 698 000 tittare/avsnitt. Den betraktas som en av Galenskaparna/After Shaves största publiksuccéer.

## Utgivning
Musiken ur TV-serien gavs ut på en LP-skiva 1989, med låtar som bland annat Inte tråkigt alls, Kolla å kolla och Kortedala spårvagn, se skivan En himla många program.
Serien har även givits ut som VHS (5 kassetter) och DVD (3 skivor). DVD-utgåvan har också sålts som box, då inklusive en skiva med extramaterial.